# Свети Атанасий (Чифлик)
Вижте пояснителната страница за други значения на Свети Атанасий.
„Свети Атанасий“ (на македонска литературна норма: „Свети Атанасиј“) е възрожденска православна църква в демиркапийското село Чифлик, централната част на Северна Македония. Част е от Повардарската епархия на Македонската православна църква.
Църквата е гробищен храм, разположен на 2 km източно от селото. Изградена е през 1857 година и изписана през 1879 година от братята зографи Вангел, Никола и Коста Анастасови от Крушево. При северната врата на храма е оставен надпис „Въ лѣто 1879 іунїѧ 15 изъ рукі братхѧ Ва(н)ћелъ Нікола Кѡста Анастасовіцъ Зографа ѿ село Крушево.“